# Popęd społeczny
Popęd społeczny – pojęcie wywodzące się z teorii Hugo de Groota (w wersji zlatynizowanej Grotiusa), żyjącego w latach 1583–1645 jednego z najbardziej wpływowych myślicieli XVII stulecia. Był twórcą koncepcji prawa natury, swoje poglądy zawarł w dziele Trzy księgi o prawie wojny i pokoju wydanym w Paryżu, w roku 1625. 
Grocjusz odrzuca konwencjonalizm - "nic z rzeczy fundamentalnych nie może mieć swej podstawy w umowie", za błędny uznaje także pogląd Karneadesa, który naucza iż "ludzie dla własnej korzyści ustanowili różne prawa, zależnie od obyczajów, i że prawa te zmieniały się często u tych samych ludzi; prawo zaś naturalne nie istnieje w ogóle, natura bowiem skłania wszystkich ludzi i inne żywe istoty do szukania własnych korzyści" (Trzy księgi o prawie wojny i pokoju).
Według Grocjusza prawo nie może zależeć od obyczajów, stałoby się wówczas jedynie namiastką prawa. Dla niego najważniejsze są prawa niezmienne, "szukanie własnych korzyści" nie stanowi jedynego motywu ludzkiego działania. Za najistotniejszy uznaje "popęd społeczny" (appetitius societatis) - "popęd do życia wspólnie z innymi ludźmi, i to nie w jaki bądź sposób, ale w sposób pokojowy i zorganizowany odpowiednio do właściwości ludzkiego umysłu. Tego rodzaju wspólne życie stoicy nazywali wspólnotą domową". Człowiekowi zależy na utrzymywaniu związków z innymi ludźmi, czerpie przyjemność z ich obecności dzięki nim może rozwijać swoje talenty. 